# Тирис-Земмур
Тирис-Земмур (Тирис-Заммур; араб. تيرس زمور‎, фр. Tiris Zemmour) — область на севере Мавритании.
- Административный центр — город Зуэрат.
- Площадь — 252 900 км²[1], население — 53 261	человек (2013 год)[1].

## География
На юге и юго-востоке граничит с областью Адрар, на западе и северо-западе с Западной Сахарой, на северо-востоке с Алжиром, на востоке с Мали.

## Административно-территориальное деление
Область делится на 3 департамента:
- Бир-Могрейн (Bir Mogrein)
- Фдерик (F’Derik)
- Зуэрат (Zouerate)